# Stadion Centralny w Żytomierzu
Miejski Stadion Centralny (ukr. Центральний міський стадіон) – wielofunkcyjny stadion w Żytomierzu na Ukrainie.
Stadion w Żytomierzu został zbudowany w 1923. Po rekonstrukcji stadion dostosowano do wymóg standardów UEFA i FIFA, wymieniono część starych siedzeń na siedzenia z tworzywa sztucznego (5 928 miejsc). Rekonstruowany stadion będzie mógł pomieścić 21 928 widzów. Domowa arena klubu Polissia Żytomierz.